# Jerzy Sapieyevski
Jerzy Sapieyevski (Łódź, 20 maart 1945) is een Pools componist, muziekpedagoog, dirigent en pianist.

## Levensloop
Sapieyevski kreeg op 8-jarige leeftijd lessen aan een gemeentelijke muziekschool in Polen. Vier jaar later ontwikkelde hij een groot interesse aan compositie en dirigeren. Toen reeds dirigeerde hij een jeugdkorps. Later was hij aan een statelijke muziekschool voor gevorderden en slaagde het diploma met succes. Daarnaar studeerde hij voor een jaar aan de Ingenieur Hooge School in Gdańsk. Zijn grote liefde ging naar de muziek en hij besloot zich te vervolmaken aan de  Stanisław Moniuszko Muziekacademie Gdańsk (Pools: Akademia Muzyczna im. Stanisława Moniuszki w Gdańsku) te Gdańsk. 
Al tijdens zijn studies te Gdańsk begon hij zijn activiteiten als dirigent en componist. In 1965 werkte hij bij de Poolse radio en in deze tijd ontstond zijn experimenteel ensemble, dat zeer frequent optrad in Poolse concertzalen en op radio en televisie. Hij ontving een eerste prijs voor compositie op een nationale wedstrijd. In 1967 werd zijn muziek ook buiten Polen bekend. In hetzelfde jaar vertrok hij naar de Verenigde Staten. In 1968 kreeg hij een studiebeurs van de Koussevitzky-Foundation. Bij het Tanglewood Music Festival nam hij deel als pianist en componist. Een jaar later werkte hij als assistent aan de Catholic University of America in Washington D.C. en werd lid van de SESAC, Inc., de auteursrechten-maatschappij. 
In 1971 was hij finalist op een internationale dirigentenwedstrijd in Frankrijk. In 1975 startte hij zijn eerste tournee door Polen, sinds hij naar de Verenigde Staten emigreerde. Hij werkte als dirigent en componist. 
In 2005 werd hij onderscheiden met het Grote kruis van de Orde van verdienste van de Republiek Polen. 
Hoewel Sapieyevski steeds streeft naar een nieuwe en preciezere stijl van muzikale expressie, weet hij zelf dat hij altijd een fanaticus zal blijven van muziek die spreekt met fijngevoeligheid, intelligentie en temperament. 

## Composities

### Werken voor orkest
- 1990 Suite from "Songs of the rose"
- 2000 webORCHESTRA I, voor orkest
- "Faces" - Images in a Concertizing Style
- Sinfonia Americana
- Summer Overture
- Surtsey, voor strijkorkest

#### Concerten voor instrumenten en orkest
- Concerto, voor trompet en orkest
- Concerto, voor twee piano's en orkest

### Werken voor harmonieorkest
- 1974 Concerto, voor altviool en harmonieorkest
- 1975 Morpheus, voor harmonieorkest
- 1976 Scherzo di Concerto, voor harmonieorkest
- 1976 Aria, voor saxofoon en harmonieorkest
- 1978 Mercury Concerto, voor trompet en harmonieorkest
- 1981 Games, voor slagwerk en koperblazers-ensemble
- 1990 Dance of the Planets, voor harmonieorkest en synthesizer
- Carolina Concerto
- Concerto, voor piano en harmonieorkest
- Concerto, voor trombone en harmonieorkest
- Concerto, voor trompet en harmonieorkest
- Toada in memory of Heitor Villa-Lobos

### Theater

#### Balletmuziek
- 1997 Clio's triumpf

#### Toneelmuziek
- 1990 Richard III
- 1990 The diary of Anne Frank (Het dagboek van Anne Frank)

### Werken voor koren
- 1993 Songs of the rose, voor gemengd koor

### Vocale muziek
- 1979 Love Songs, voor sopraan en kamerorkest

### Kamermuziek
- 1977 Trio for an Italian Journey, voor viool, cello en piano
- 1981 Aria, voor dwarsfluit, piano en strijkkwartet
- 1982 Toada in memory of Heitor Villa-Lobos, voor klarinet en piano
- 1984 Aesop Suite, voor spreker en koperkwintet (ook een versie voor hobo, strijktrio, piano en spreker)
- 1986 Mazurka, voor strijkkwartet
- 1988 Arioso, voor trompet en blazerskwintet
- Faces, voor hobo, piano en strijktrio
- Schloss Elmau

### Werken voor piano
- 2007 Variaties op een thema van Ignacy Jan Paderewski
- Misterioso
- Moon Worms
- Singing from other Gardens

### Elektronische muziek
- 1992 Echoes of the spirit, voor synthesizer en orgel
- 1995 New Century Music, voor elektronische instrumenten
- 1996 Daydreams, voor elektronica
- 2004 Concerto, voor piano solo en computer
- 2006 Painted Music, voor piano, interactief elektronica en schilders
- webORCHESTRA, voor orkest, solisten en optional elektronica